# جوناثان تريمبلي
جوناثان تريمبلي هو سياسي كندي، ولد في 15 نوفمبر 1984. نشط حزبياً في الحزب الديمقراطي الجديد. في الانتخابات الاتحادية الكندية 2011 ‏، انتخب عضو مجلس العموم الكندي عن دائرة Beauport—Côte-de-Beaupré—Île d'Orléans—Charlevoix ‏ وقد انضم خلال فترته النيابية ‏ (2 مايو 2011 – 18 أكتوبر 2015) للكتلة البرلمانية الحزب الديمقراطي الجديد وانتخب عضو مجلس العموم الكندي.